# Tomoki Fujisaki
Tomoki Fujisaki (japanisch 藤嵜 智貴 Fujisaki Tomoki; * 19. September 1994 in der Präfektur Chiba) ist ein japanischer Fußballspieler.

## Karriere
Fujisaki erlernte das Fußballspielen in der Jugendmannschaft von Shimizu S-Pulse und der Universitätsmannschaft der Kokushikan-Universität. Seinen ersten Vertrag unterschrieb er 2017 bei Azul Claro Numazu. Der Verein aus Numazu, einer Hafenstadt in der Präfektur Shizuoka auf Honshūm, spielt in der dritten japanischen Liga, der J3 League.